# Julián Marías
Julián Marías Aguilera (17. června 1914 Valladolid – 15. prosince 2005 Madrid) byl španělský filozof, představitel madriské školy, otec spisovatele Javiera Maríase a švagr filmaře Jesúse Franca.
Studoval filozofii na Universidad Complutense de Madrid, kde získal v roce 1936 licenciát. Byl představitelem Generace 36 a jeho filozofické myšlení ovlivnil především José Ortega y Gasset, jehož učení se jako věřící katolík pokoušel sladit s teismem. Maríasovými učiteli byli také Manuel García Morente a Xavier Zubiri. 
Ve španělské občanské válce stál na straně republikánů, avšak pro krátkozrakost nebyl odveden k armádě a pracoval pro časopisy Hora de España a Blanco y Negro. Pro tuto činnost strávil po nastolení frankistického tři měsíce ve vězení. Po propuštění odmítl složit přísahu věrnosti nové vládě, takže nesměl učit na vysoké škole a živil se překladatelstvím a soukromými kondicemi. V roce 1940 vydal knihu Historia de la filosofía, která se stala světově uznávanou učebnicí filozofie. Napsal také filozofický rozbor Dona Quijota a esej o Miguelu Unamunovi. Spolu s Ortegou y Gassetem založil a vedl Instituto de Humanidades de Madrid. Přednášel na Harvardově univerzitě, Kalifornské univerzitě v Los Angeles a Yaleově univerzitě. V roce 1964 se stal členem Real Academia Española. V letech 1977 až 1979 byl senátorem. Papež Jan Pavel II. ho jmenoval do Papežské rady pro kulturu. Byla mu udělena Fastenrathova cena, Řád Isabely Katolické a Cena knížete asturského.